# Vincent Detours
Pour les articles homonymes, voir Detours (homonymie).
Vincent Detours, né le 27 octobre 1968 à Niort, est un biologiste et réalisateur belge résidant à Bruxelles. Parallèlemenent à son activité de recherche scientifique, il réalise des documentaires filmés et radiophoniques en collaboration avec Dominique Henry sur des thématiques liées à la santé et aux droits de l'homme.

## Recherche scientifique
Après avoir étudié l'informatique et les sciences cognitives, Vincent Detours obtient un doctorat en biologie sous la direction de Francisco Varela en 1996. Ses travaux sur la modélisation biomathématique du système immunitaire furent conduits à l'Université libre de Bruxelles, à l'Institut de Santa Fe et à la division de biologie théorique et biophysique du Laboratoire national de Los Alamos (le berceau de GenBank) au Nouveau-Mexique. Il est actuellement chercheur et professeur en oncologie et bio-informatique à l'Université libre de Bruxelles.

## Filmographie
- 2000 : Mr Scié
- 2002 : Sida, une histoire de l'AZT
- 2004 : Dr Nagesh
- 2005 : D'un monde à l'autre (Gaël Turine photographe)
- 2007 : Mains-d'œuvre
- 2009 : Demain j'irai mieux
- 2011 : Sous la main de l'autre
- 2014 : Parties civiles
- 2020 : Boxe!

## Documentaires radiophoniques
- 2004 : Quand commence la nuit (Cuando empieza la noche)
- 2006 : Bombay! Bombay!
- 2017 : Boxe!